# ×Leymotrigia wiluica
Leymotrigia wiluica là một loài thực vật có hoa trong họ Hòa thảo. Loài này được (Drobow) Tzvelev mô tả khoa học đầu tiên năm 1972.